# Dąbrowskie (Olecko)
Dąbrowskie (deutsch Dombrowsken, 1938–1945 Königsruh (Ostpr.)) ist ein Dorf in der polnischen Woiwodschaft Ermland-Masuren, das zur Stadt-und-Land-Gemeinde Olecko (Marggrabowa, umgangssprachlich auch Oletzko, 1928–1945 Treuburg) im Powiat Olecki (Kreis Oletzko, 1933–1945 Kreis Treuburg) gehört.

## Geographische Lage
Dąbrowskie liegt im Osten der Woiwodschaft Ermland-Masuren, sieben Kilometer nordöstlich der Kreisstadt Olecko.

## Geschichte
Das vor 1785 Dombrofsen und bis 1938 Dombrowsken genannte Dorf wurde im Jahr 1562 gegründet. Zwischen 1874 und 1945 war es in den Amtsbezirk Seedranken (polnisch Sedranki) eingegliedert, der zum Kreis Oletzko (1933–1945 Kreis Treuburg) im Regierungsbezirk Gumbinnen der preußischen Provinz Ostpreußen gehörte. Im gleichen Zeitraum war das Dorf dem Standesamtsbezirk Marggrabowa-Land zugeordnet.
Im Jahr 1910 verzeichnete Dombrowsken 305 Einwohner. Ihre Zahl stieg bis 1933 auf 333 und belief sich 1939 auf 274.
Aufgrund der Bestimmungen des Versailler Vertrags stimmte die Bevölkerung im Abstimmungsgebiet Allenstein, zu dem Dombrowsken gehörte, am 11. Juli 1920 über die weitere staatliche Zugehörigkeit zu Ostpreußen (und damit zu Deutschland) oder den Anschluss an Polen ab. In Dombrowsken stimmten 260 Einwohner für den Verbleib bei Ostpreußen, auf Polen entfiel keine Stimme.
Am 3. Juni (amtlich bestätigt am 16. Juli) 1938 wurde Dombrowsken aus politisch-ideologischen Gründen der Abwehr fremdländisch klingender Ortsnamen in Königsruh (Ostpr.) umbenannt.
In Kriegsfolge kam das Dorf 1945 mit dem gesamten südlichen Ostpreußen zu Polen und erhielt die polnische Namensform Dąbrowskie. Heute ist es Sitz eines Schulzenamtes (polnisch sołectwo), in das auch die Orte Kolonie Dąbrowskie und Pieńki (Stobbenort) einbezogen sind, und gehört somit zur Stadt-und-Land-Gemeinde Olecko (Marggrabowa, 1928–1945 Treuburg) im Powiat Olecki (Kreis Oletzko, 1933–1945 Kreis Treuburg), bis 1998 der Woiwodschaft Suwałki, seitdem der Woiwodschaft Ermland-Masuren zugehörig.

## Religionen
Vor 1945 war Dombrowsken in die evangelische Kirche Mierunsken und deren Kirchensprengel Sczeczinken (1916–1945 Eichhorn, polnisch Szczecinki) in der Kirchenprovinz Ostpreußen der Evangelischen Kirche der Altpreußischen Union sowie in die katholische Pfarrkirche Marggrabowa (1928–1945 Treuburg) im Bistum Ermland eingepfarrt.
Heute orientieren sich die katholischen Kirchenglieder Dąbrowskies zu den Kirchen in Szczecinki oder Judziki (Judzicken, 1938–1945 Wiesenhöhe) im Bistum Ełk (deutsch Lyck) der Römisch-katholischen Kirche in Polen. Die evangelischen Einwohner sind den Kirchen in Ełk oder Gołdap zugehörig, beide in der Diözese Masuren der Evangelisch-Augsburgischen Kirche in Polen gelegen.

## Verkehr
Dąbrowskie liegt an einer Nebenstraße, die Mieruniszki (Mierunsken, 1938–1945 Merunen) an der DW 652 (einstige deutsche Reichsstraße 137) mit Sedranki (Seedranken) an der Landesstraße 65 (Reichsstraße 132) sowie an der Woiwodschaftsstraße DW 653 (1939–1944 Reichsstraße 127) verbindet. Innerorts enden zwei Nebenstraßen aus dem Umland: aus Lenarty (Lehnarten) im Norden und aus Borawskie (Borawsken, 1938–1945 Deutscheck) im Osten.
Von 1911 bis 1945 war Dombrowsken (Königsruh) Bahnstation an der Bahnstrecke Marggrabowa (Oletzko)/Treuburg–Garbassen (polnisch Olecko–Garbas Drugi) der Oletzkoer (Treuburger) Kleinbahnen. Der Bahnverkehr wurde kriegsbedingt 1945 eingestellt.